# Keep on Pumpin’ It
Keep On Pumpin’ It – piosenka brytyjskiego duetu Visionmasters (w którego skład wchodzą Paul Taylor i Danny Hybrid) oraz DJ-a Tony’ego Kinga z wokalem Kylie Minogue. Jest to sampel utworu "Keep On Pumping It Up" Freestyle Orchestry oraz wokalu Minogue z jej piosenki "I Guess I Like It Like That". Utwór został napisana przez Minogue, Mike’a Stocka i Pete’a Watermana. Singiel składa się z dwóch wersji: "Angelic Remix", który został zmiksowany przez Vision Masters, oraz "Astral Flight Mix", który został zmiksowany przez producenta Phila Hardinga.
Jest to drugi singiel w karierze piosenkarki, do którego nie został nakręcony żaden teledysk. Po premierze singla mówiono, że osiągnie on sukces komercyjny i będzie wielkim przebojem klubowym, jednak osiągnął niski wynik na brytyjskiej liście singli, zajmując 49 miejsce zestawienia.

## Wykresy
| Chart (1991)     | Peak position |
| ---------------- | ------------- |
| UK Singles Chart | 49            |